# .mx

.mx는 멕시코의 인터넷 국가 코드 최상위 도메인이다. NIC México에서 관리한다. 1989년에 개설되었다.

## 2차 도메인
- .com.mx: 상업(제한이 되어있지 않다.)
- .net.mx: 네트워크
- .org.mx: 비영리단체
- .edu.mx: 교육 단체
- .gob.mx: 연합, 주 정부만 쓸 수 있음.